# Munkkivuori
Munkkivuori (série télévisée)
Munkkivuori (en suédois : Munkshöjden) est une section du quartier de Munkkiniemi à Helsinki en Finlande.

## Description
Munkkivuori a une superficie de 1,14 km2, sa population s'élève à 4 698 habitants(1.1.2009) et il offre 1 626 emplois (31.12.2005).

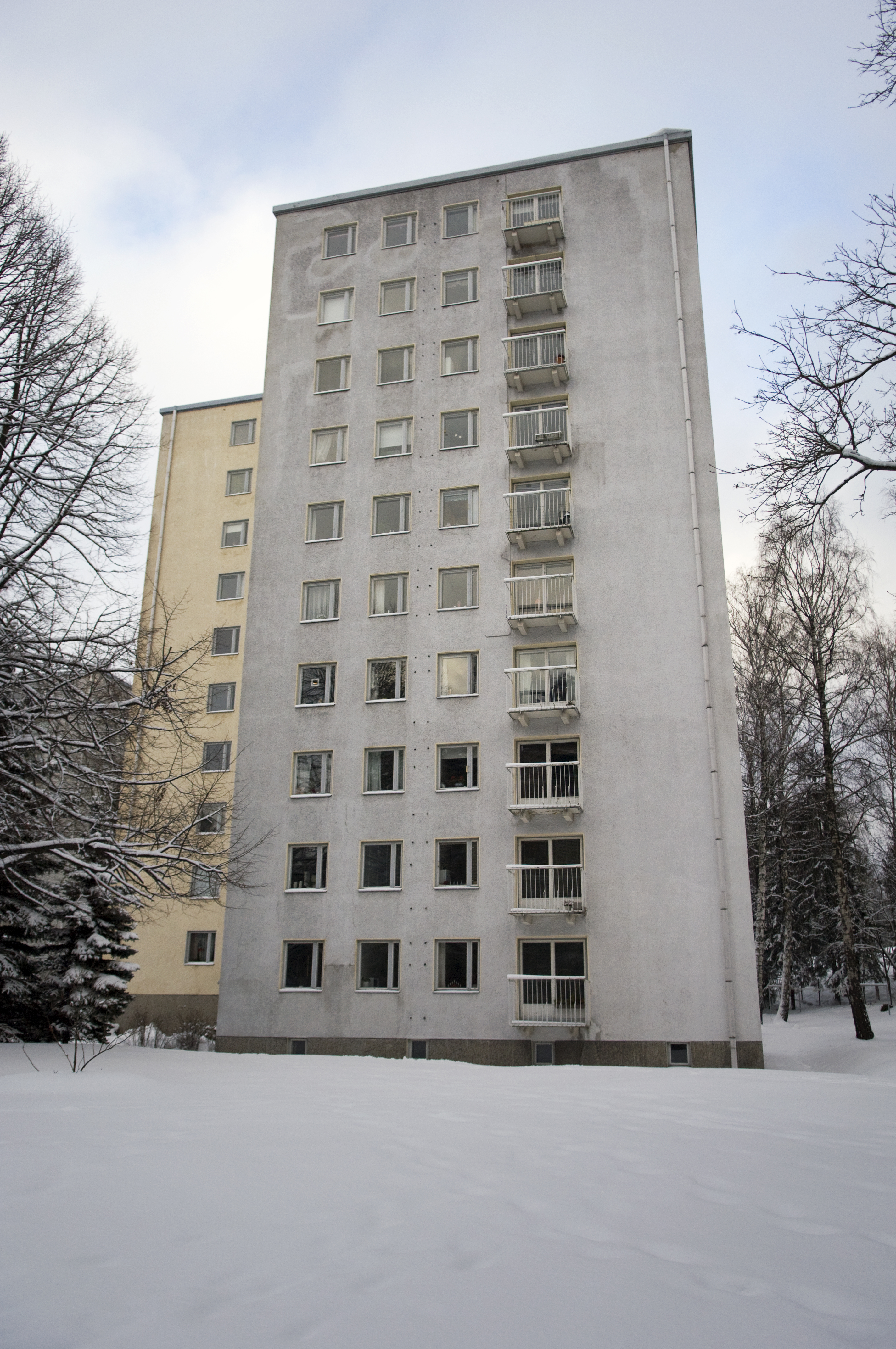
Tours d'Ulvilantie 19.

Munkkivuori est situé à proximité du centre-ville d'Helsinki.
Le parcours de golf de Tali, Pajamäki, Niemenmäki et Munkkiniemi sont à proximité.
Le centre commercial de Munkkivuori a été le premier du genre en Finlande en 1959.
Avec Herttoniemi, Munkkivuori est un bon exemple des quartiers des années 1950. Les bâtiments sont placés dans l'environnement en fonction de la forme du terrain. La circulation automobile est organisée à l'extérieur d'Ulvilantie, qui parcourt toute la zone. Il y a de nombreux bâtiments de 8 étages parmi les maisons en bois ainsi que trois tours de dix étages à l'adresse Ulvilantie 19.

## Lieux et monuments
- École primaire de Munkkivuori
- Lycée franco-finlandais d'Helsinki
- Centre commercial de Munkkivuori
- Église de Munkkivuori

## Transports
Munkkivuori est situé le long de bonnes liaisons de transport, à l'extrémité de la route de Turku. 
Le centre-ville d'Helsinki est accessible par les lignes de bus de la région d'Helsinki 20 et 30, Pasila et l'Itäkeskus par la ligne principale 500 et Viikki et Kontula par la ligne 57.

## Galerie

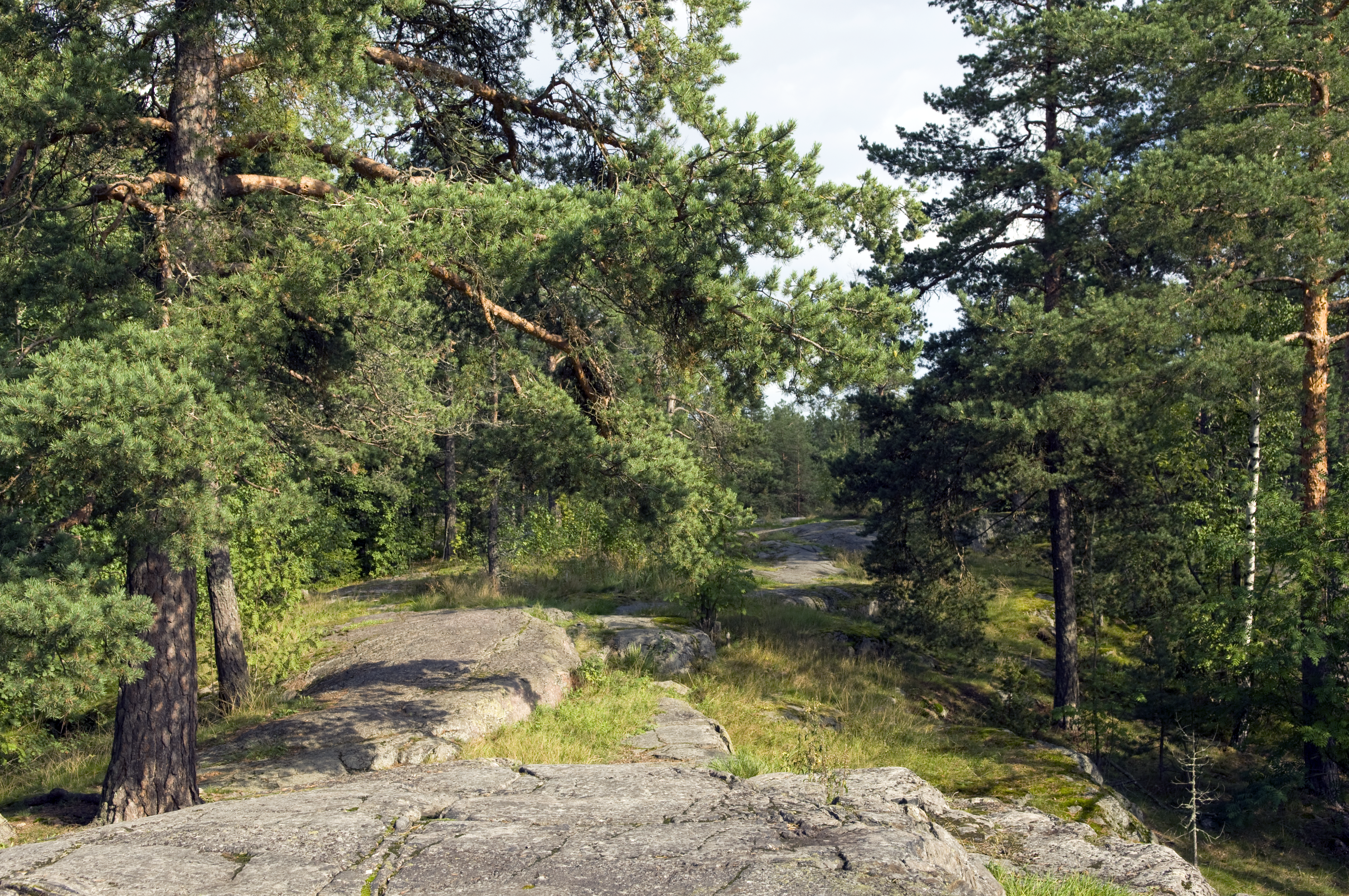
Forêt de Munkkivuori.
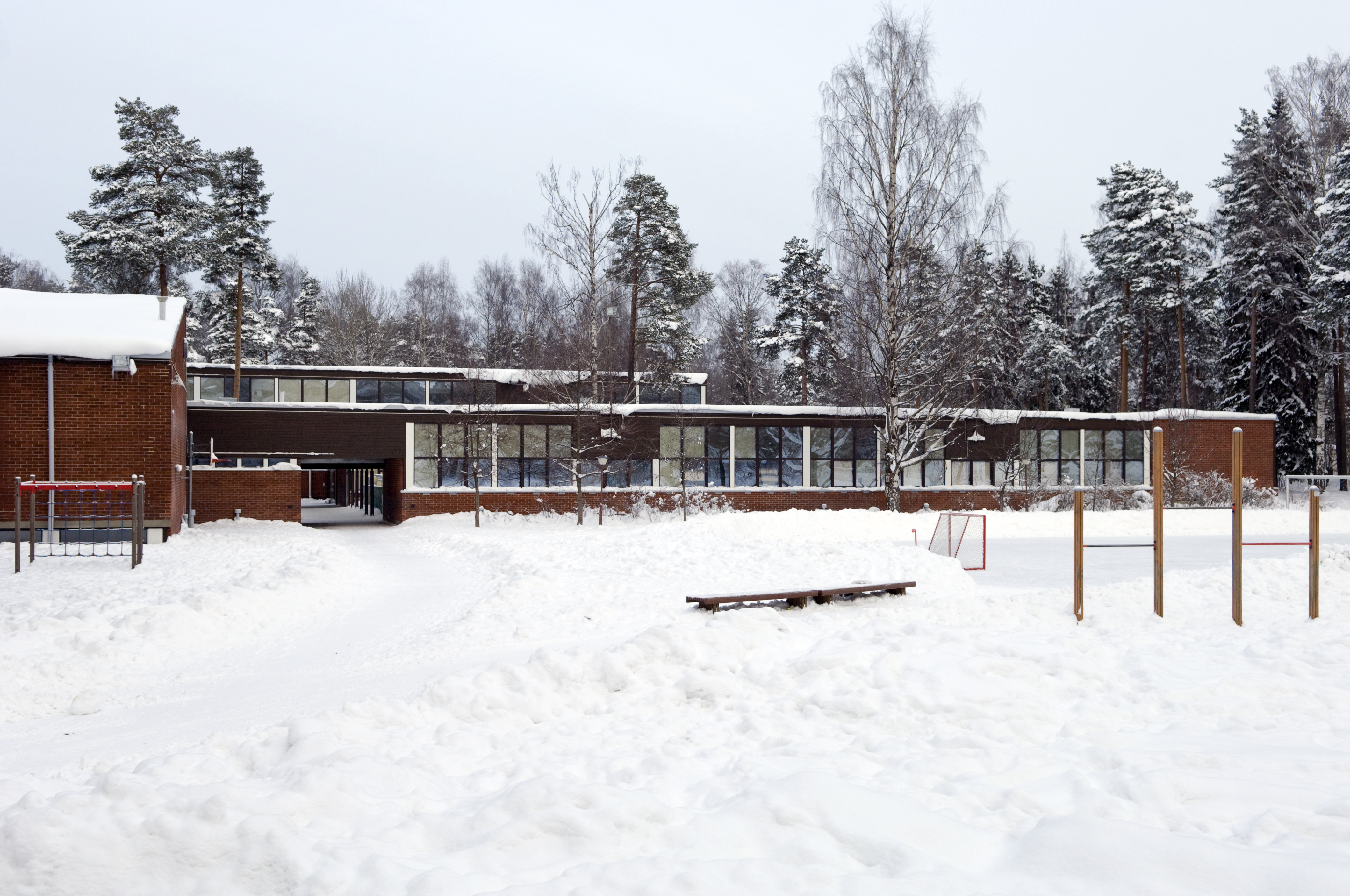
École primaire de Munkkivuori.
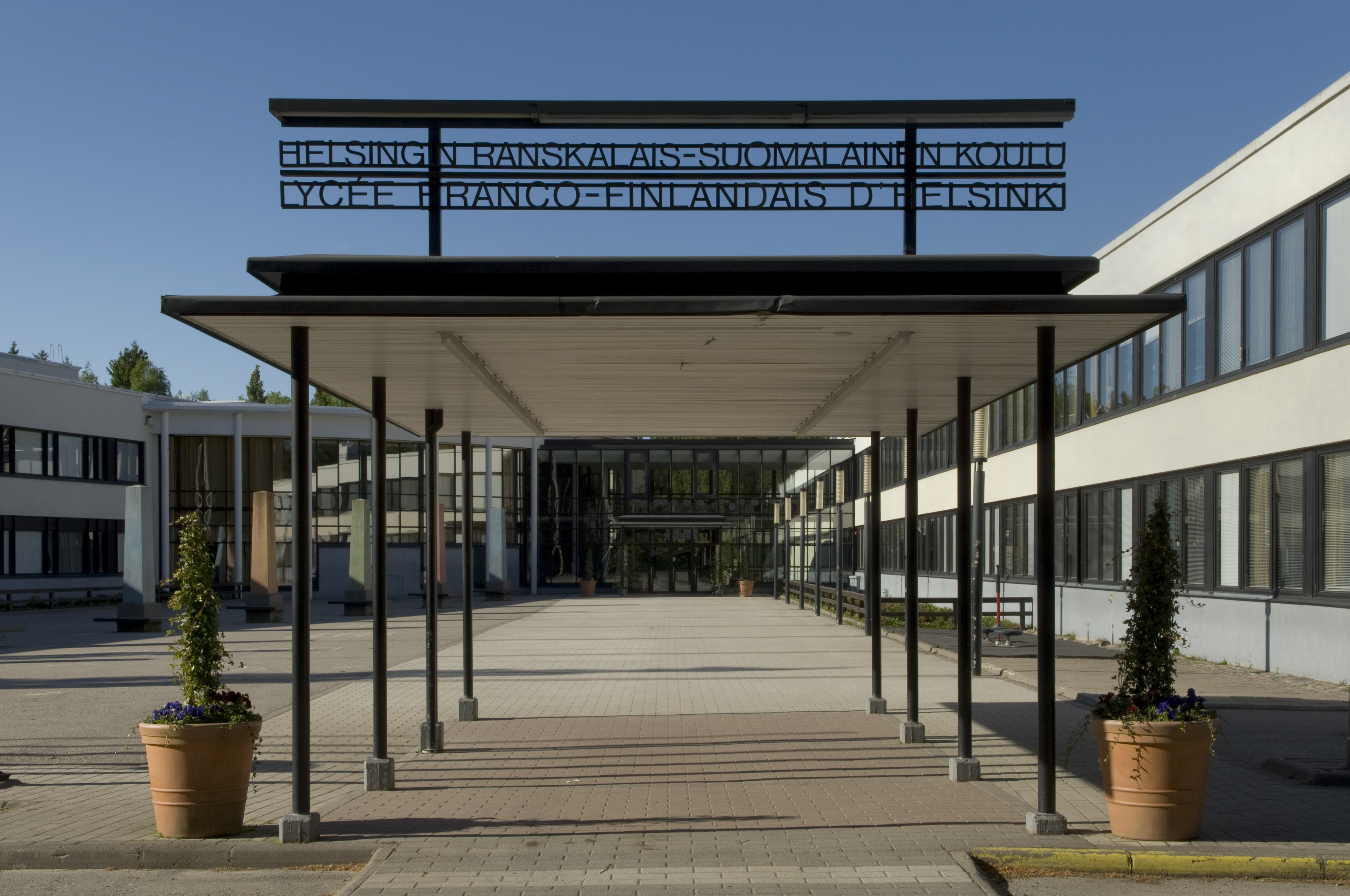
Lycée franco-finlandais d'Helsinki.
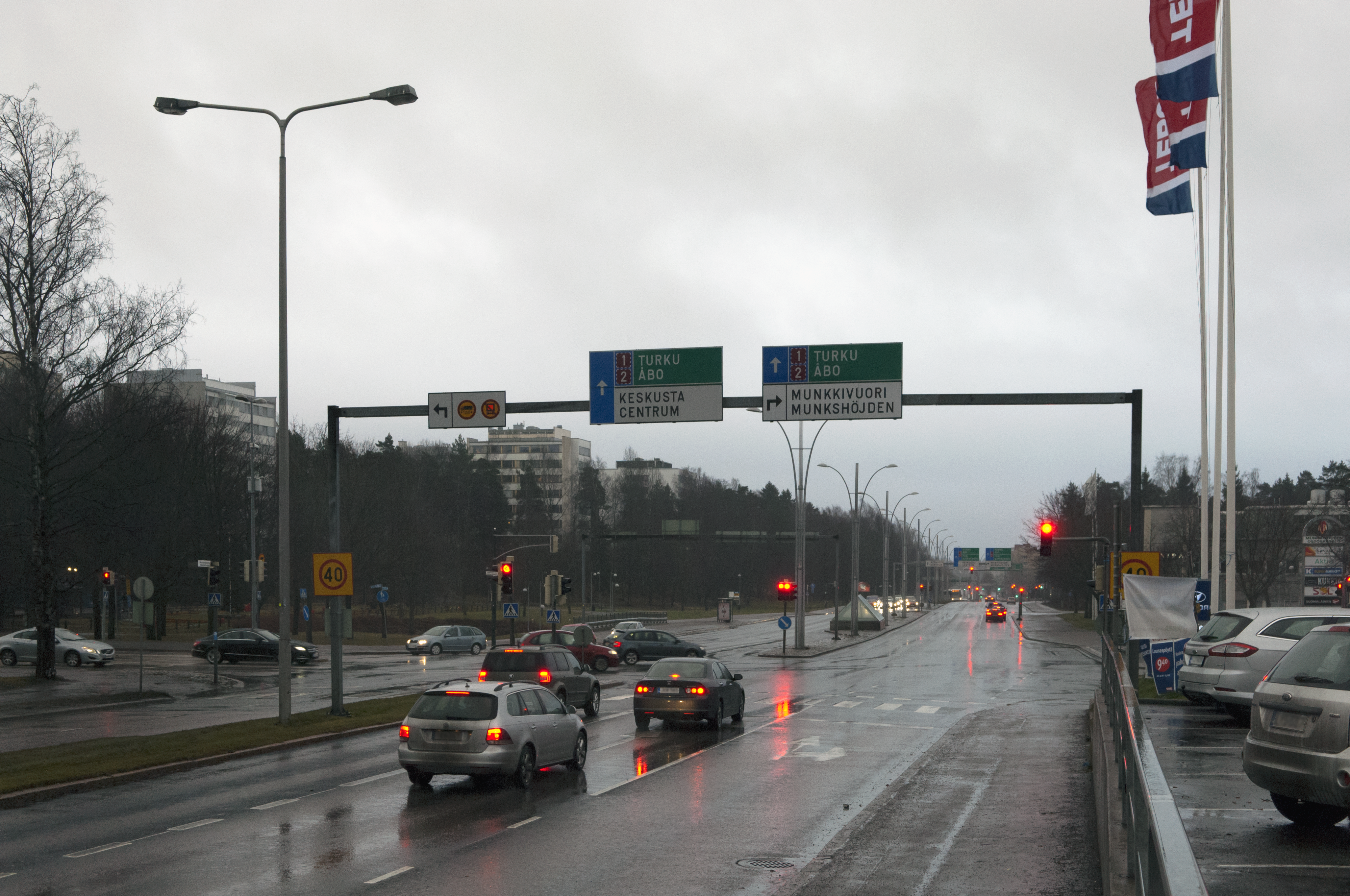
Huopalahdentie.

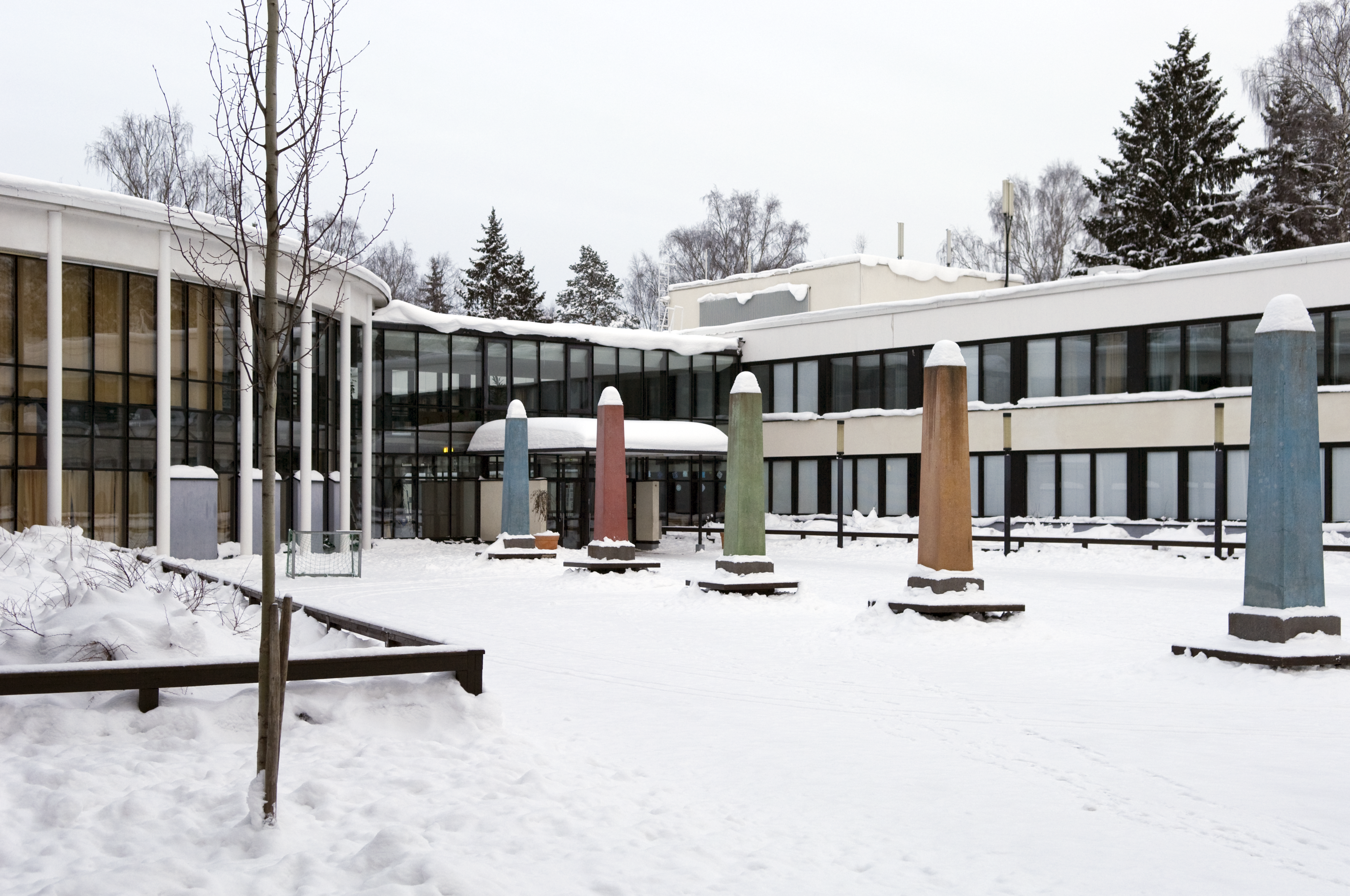
Lycée franco-finlandais d'Helsinki.
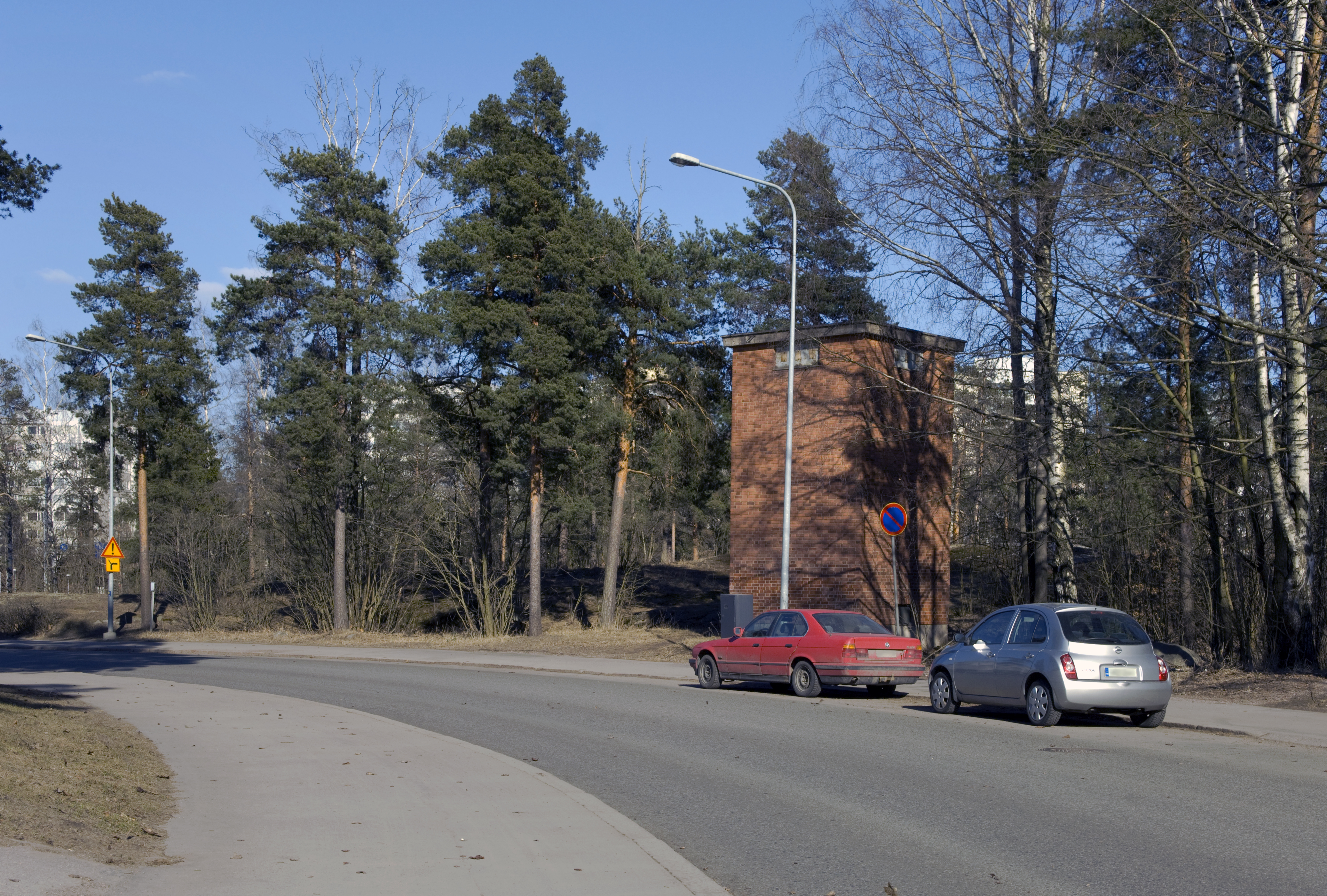
Rue Ulvilantie, 2008.
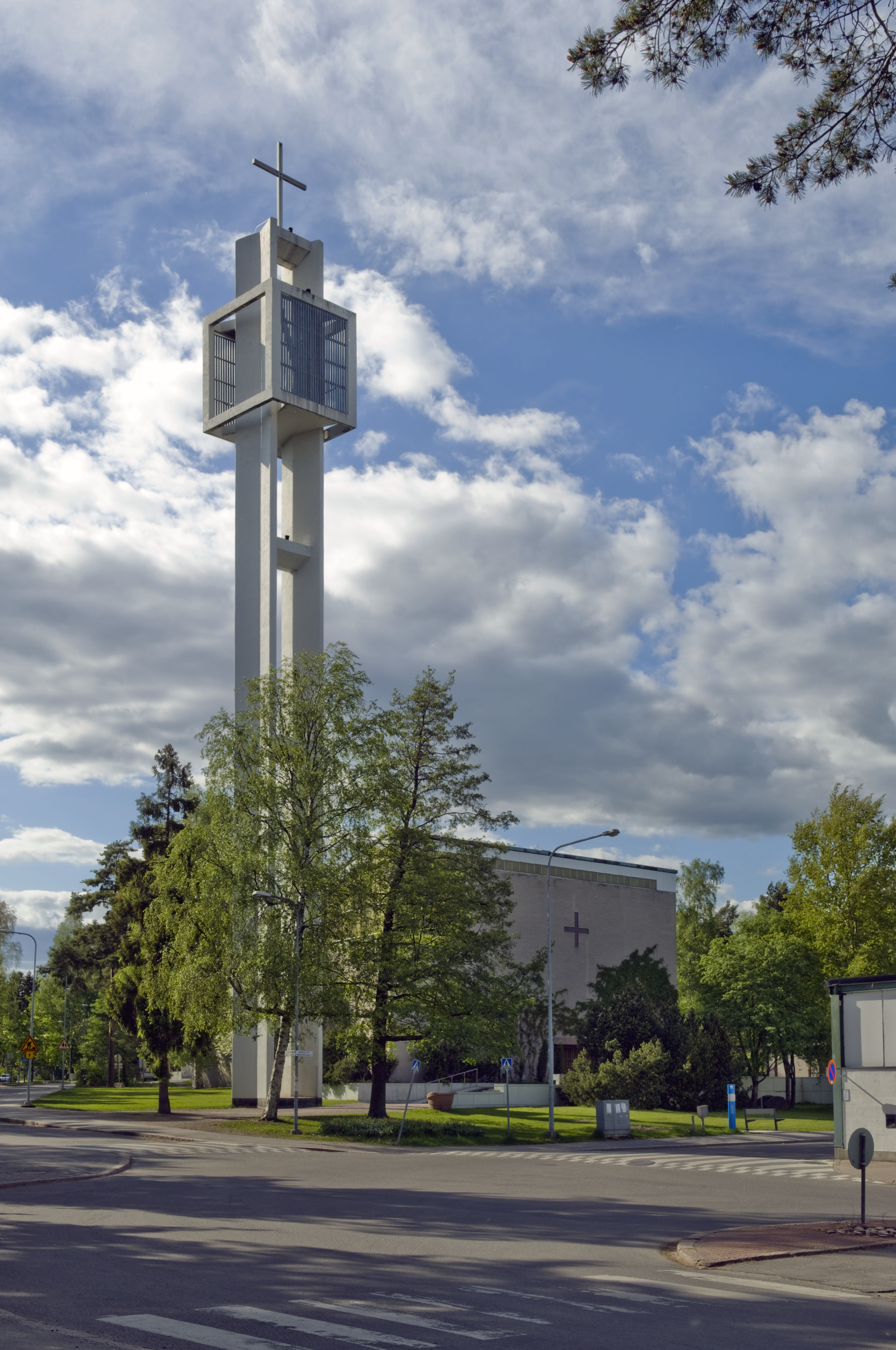
Église de Munkkivuori
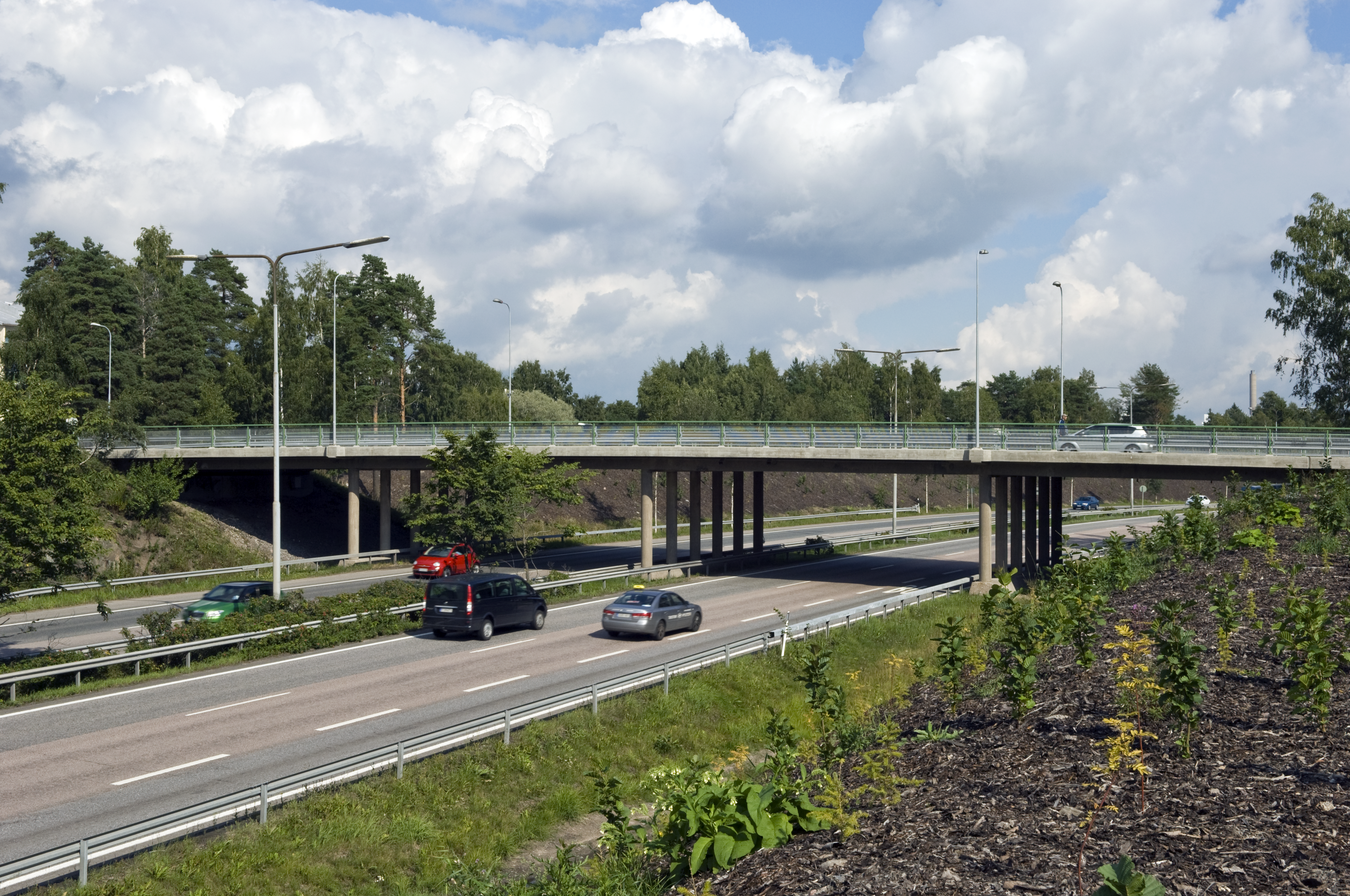
Le pont sur la nationale 1 séparant Munkkiniemi et Munkkivuori.
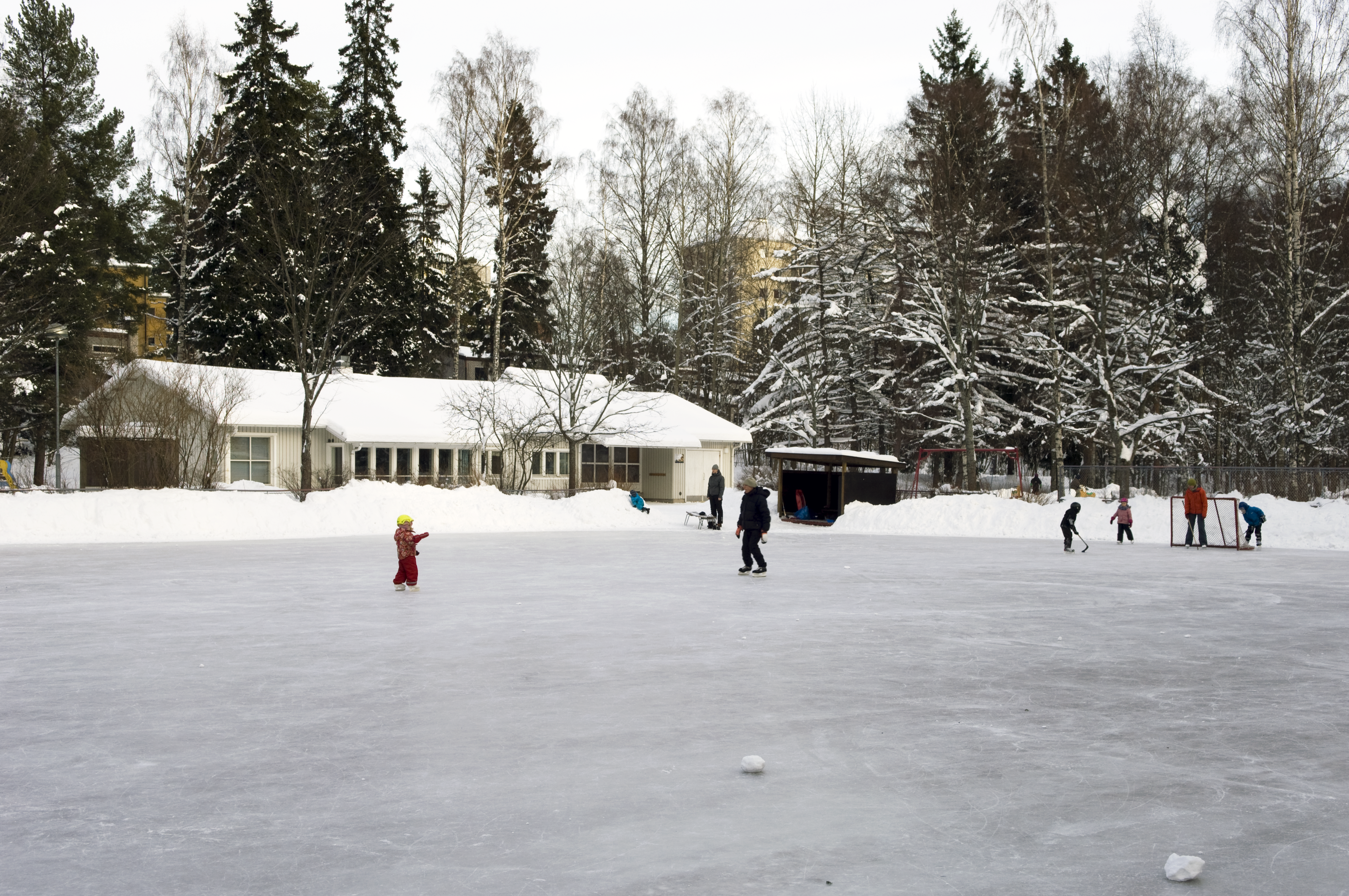
Parc d'Ulvila.